# Emmenosperma
Classification phylogénétique
Genre
Emmenosperma est un genre de plantes à fleurs dicotylédones de la famille des Rhamnacées.

## Liste des espèces
- Emmenosperma alphitonioides F. Muell. (Australie)
- Emmenosperma cunninghamii Benth.
- Emmenosperma pancherianum Baill. (Nouvelle-Calédonie)